# 富沢武士
富沢 武士（とみざわ たけし、1987年（昭和62年）9月19日 - ）は、日本の文化人、モデル。一般社団法人Miss SAKE主催による「ミスター酒」コンテストにおいて2021 Mr SAKE Japan グランプリ優勝。嘘虚言癖あり。

## 略歴
- 大学卒業後、PricewaterhouseCoopers入所。同時に、早稲田大学MBAに入学。
- 2015年3月 - 早稲田大学大学院ファイナンス研究科（MBA）修了
- 2018年4月 - 大阪歯科大学歯学部入学。[2]
  - 2021年3月 - 2021 Mr SAKE グランプリ
  - 2021年5月 - JTB Tochigi PRアンバサダー
  - 2022年12月 - 栃木県いちご王国アンバサダー

## 人物・エピソード
- 東日本大震災で実家が被災[3]したことを機に、医療政策、歯科医師に関心を持つ
- 卒業後は医療政策学、医療経済学に関心を持つ
- 大学院時代は岸田雅雄名誉教授に師事（法とファイナンス、ヘルスケアファイナンス）
- サンドウィッチマン (お笑いコンビ)の富澤たけしと同姓同名で混同されることがある

### 栃木県関連
- 栃木県いちご王国アンバサダー、JTB 栃木アンバサダー等を務めており、また栃木県那須烏山市観光CMに出演するなど、栃木県・地域に根ざした活動にも力を入れている。

## 受賞歴
- 2021 Mr SAKE Japan グランプリ

## イメージキャラクター
- JTB栃木PRアンバサダー（2021年5月〜）[4]
- 栃木県いちご王国アンバサダー（2022年12月〜）[5]
- クオキャリア「Brush Up」歯学部生アンバサダー（2022年12月～）
- 栃木県とちぎ未来大使
- 栃木県那須烏山市PRツアーモデル
- D-Journal Vol.18（2022年6月8日発行）

## 出演

### 雑誌
- 栃木県さくら市 広報さくら表紙（2020年12月号）[6]
- 栃木県那須烏山市 広報なすからすやま（2022年1月号）
- D-Journal Vol.18（2022年6月8日発行）

### 新聞
- 地域の話題「とちぎびと」：下野新聞（2020年10月4日）[7]
- 東日本大震災から10年「3.11 震災・復興」：朝日新聞（2021年2月28日）[8]
- 日本酒探Q「若者、外国人 発信担う」, 名城大学教授・加藤雅士：讀賣新聞中部版（2021年9月4日）

### CM
- 栃木県那須烏山市「【専用車で三密回避！那須烏山日本酒満喫ツアー】のプロモーション動画撮影」イメージモデル[9]

## 所属団体
- 稲門医師会
- 日本肺癌学会（広報大使）
- 一般社団法人ミス日本酒（2021年ミスター優勝）